# Ferdinand Ashmall
Ferdinand Ashmall (Reino da Inglaterra, 9 de Janeiro de 1695 — Reino da Grã-Bretanha,5 de Fevereiro de 1798;O local de nascimento e óbito foi o mesmo,embora tenha mudado de nome entre seu nascimento e morte.Atual Reino Unido.) foi a pessoa mais velha de todos os tempos, precedendo Marie-Louise Plante.Viveu 103 anos e 27 dias. Mesmo considerado a pessoa mais velha de todos os tempos, fontes indicam que Santo Antão do Deserto morreu aos 105 anos, 1442 anos antes dele.